# Дзвінок: Остання глава
Дзвінок: Остання глава (також Садако-2) — японський фільм жахів 2019 року. Режисер Хідео Наката. Сценаристи Норіакі Сугіхара та Кодзі Судзукі. Світова прем'єра відбулася 24 травня 2020 року. Прем'єра в Україні — 3 грудня 2020 року.

## Стислий зміст
Коли жінка вирішує вбити свою малолітню дочку, вона влаштовує підпал і гине сама.
Через деякий час дівчинку знаходять на вулиці, вона потрапляє в лікарню під нагляд молодої психологині. Дівчина дізнається, що її пацієнтка має психокинетичні здібності.

## Знімались
- Елайза Ікеда
- Такаші Цукамото
- Гіроя Шімідзу
- Гімека Гімедзіма
- Ренн Кіріяма